# W. C. Handy

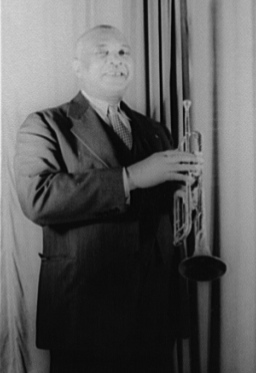
W. C. Handy por Carl Van Vechten (1941).

William Christopher Handy (16 de noviembre de 1873-28 de marzo de 1958), más conocido como W. C. Handy, fue un compositor y músico de blues, considerado como "The Father of the Blues" (el padre del blues). 
W. C. Handy fue uno de los compositores más influyentes de los Estados Unidos. Aunque es uno de los muchos músicos que tocó el estilo de música que es distintivo del país, el blues, se trata del músico que le confirió su forma contemporánea no solo porque era capaz de escribir su música para ser publicada y, por tanto, para perdurar, sino por sus ritmos sincopados, un estilo único de su música.
Aunque no fue el primero en publicar música bajo la forma de blues, sí fue el primero que lo recogió del Delta siendo un estilo regional no muy conocido y lo convirtió en una de las fuerzas dominantes de la música americana.
Handy fue un músico cultivado que utilizó materiales folclóricos en sus composiciones. Fue escrupuloso a la hora de documentar las fuentes de sus obras, en las que combinaba frecuentemente influencias estilísticas provenientes de distintos intérpretes.

## Primeros años

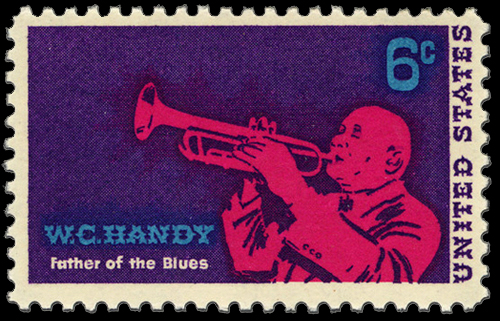
Sello postal de Estados Unidos de 1969.

Handy nació en Florence, Alabama, hijo de Charles Bernard Handy y Elizabeth Bewer Handy. Su padre era pastor de una pequeña iglesia de Guntersville, también un pequeño pueblo al noroeste de Alabama. Handy escribió en su autobiografía de 1941, titulada Father of the Blues, que había nacido en una cabaña construida por su abuelo William Wise Handy, que se convertiría en ministro de la African Methodist Episcopal tras la emancipación. La cabaña donde nació sería posteriormente preservada en su ciudad natal.
Handy fue un profundo creyente, y así muchas de las influencias en su estilo musical se pueden encontrar en la música religiosa que cantó y tocó en su juventud, y en los sonidos de la naturaleza de su tierra de origen (pájaros, árboles, etc.).
Fue aprendiz de carpintero, zapatero y plastificador, y compró su primera guitarra para la que había estado ahorrando gracias a diversos trabajos menores sin el permiso de sus padres. Su padre, disgustado con sus tendencias, que consideraba poco cristianas, terminó por apuntarlo a lecciones de órgano, aunque pronto se decidió a aprender a tocar la corneta.
W. C. Handy falleció el 28 de marzo de 1958 de neumonía en el Hospital de Sydenham en Nueva York. Sus restos descansan en el Cementerio Woodlawn en El Bronx.